# Hexengang (Osnabrück)
Der Hexengang oder auch Klapperhagen ist eine schmale Gasse am Dom in Osnabrück. Er führt von der Großen Domsfreiheit zwischen der Kleinen Kirche und dem Dom entlang. Auf dem letzten Stück zur Hase hin befindet sich über der Gasse ein Gebäude, so dass er aus einem kleinen Portal an der Straße Conrad-Bäumer-Weg endet. Durch die hohen Mauern, die die Gasse umgeben, wirkt der Gang sehr dunkel und bedrückend.
Den Namen Hexengang erhielt die Gasse wahrscheinlich erst im 19. Jahrhundert, als man vermutete, dass die im 16. und 17. Jahrhundert als Hexen im Bucksturm gefangen gehaltenen Frauen durch den Hexengang zur Wasserprobe an die Hase geführt wurden.
Diese Annahme gilt jedoch als widerlegt, da der Hexengang zum Bereich des katholischen Domes gehört, die Hexenverfolgung jedoch durch den evangelisch geprägten Magistrat der Stadt erfolgte.
Der ursprüngliche Name Klapperhagen beruht auf dem Verbot, dass sich Personen, die an Lepra oder der Pest erkrankt waren, nicht in den Dom begeben durften. Hier an der Domfassade durften sie jedoch dem Gottesdienst teilhaben, mussten jedoch mit einer Ratsche vor sich warnen.

## Galerie

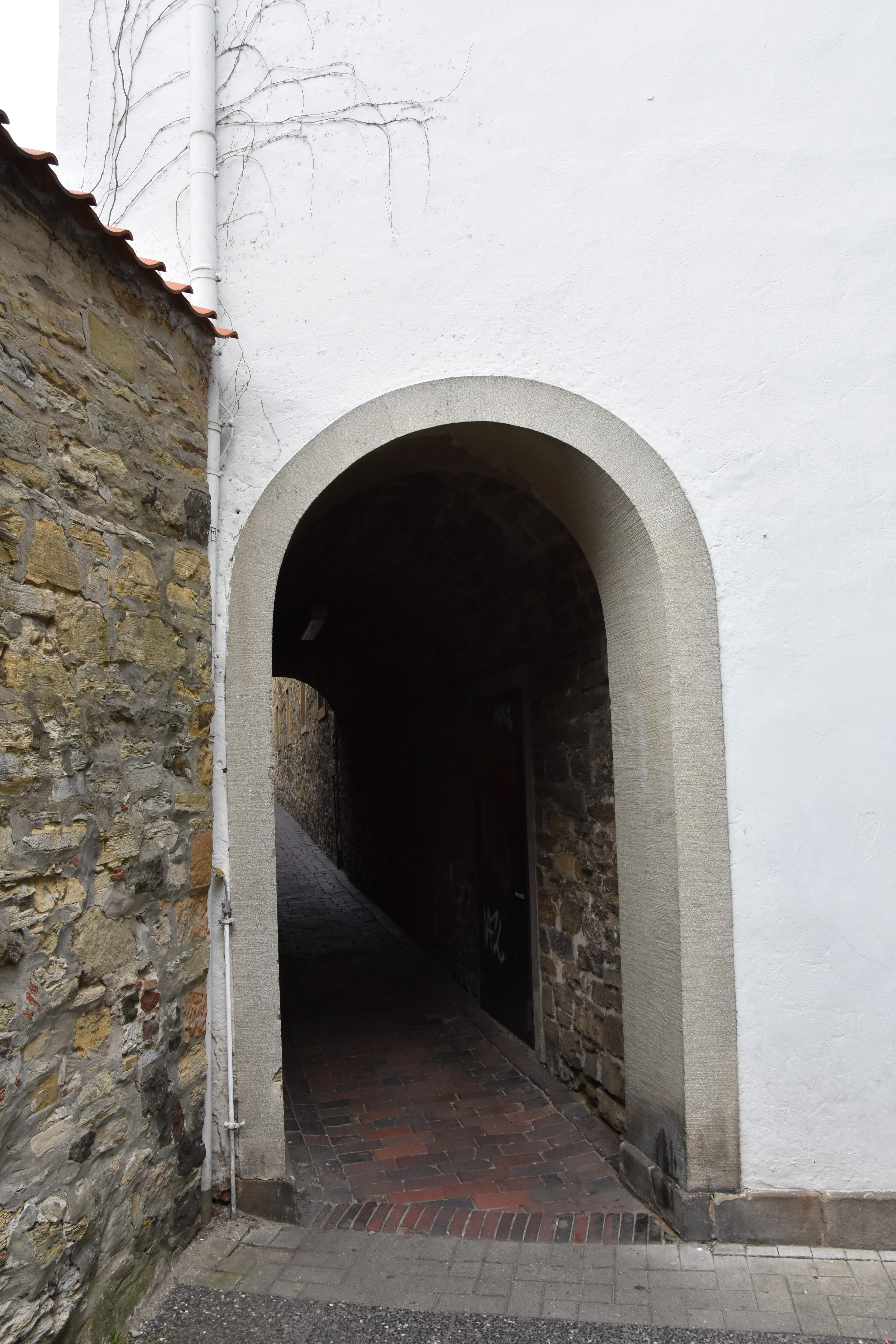
Portal am „Conrad-Bäumer-Weg“
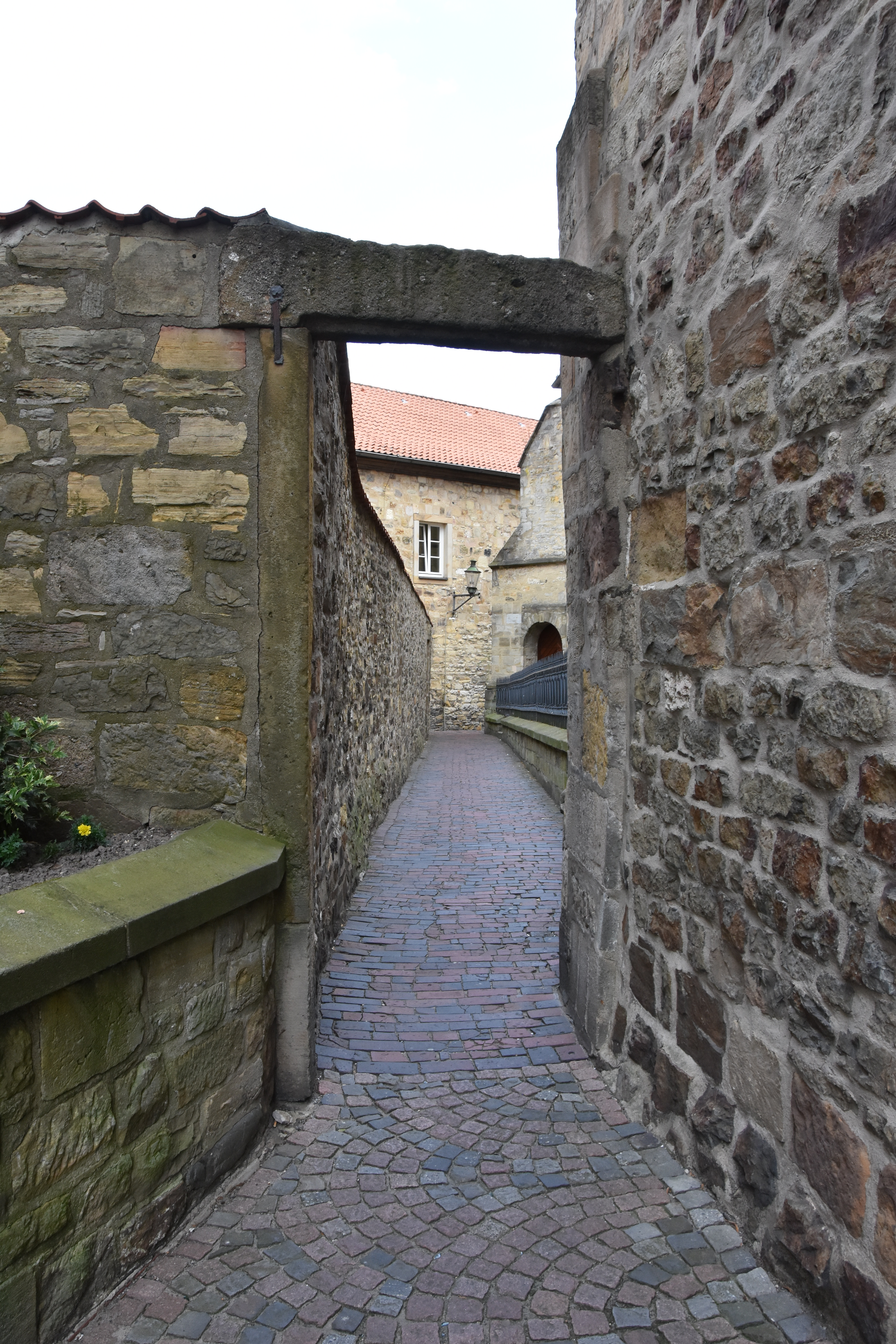
An der „Kleinen Kirche“
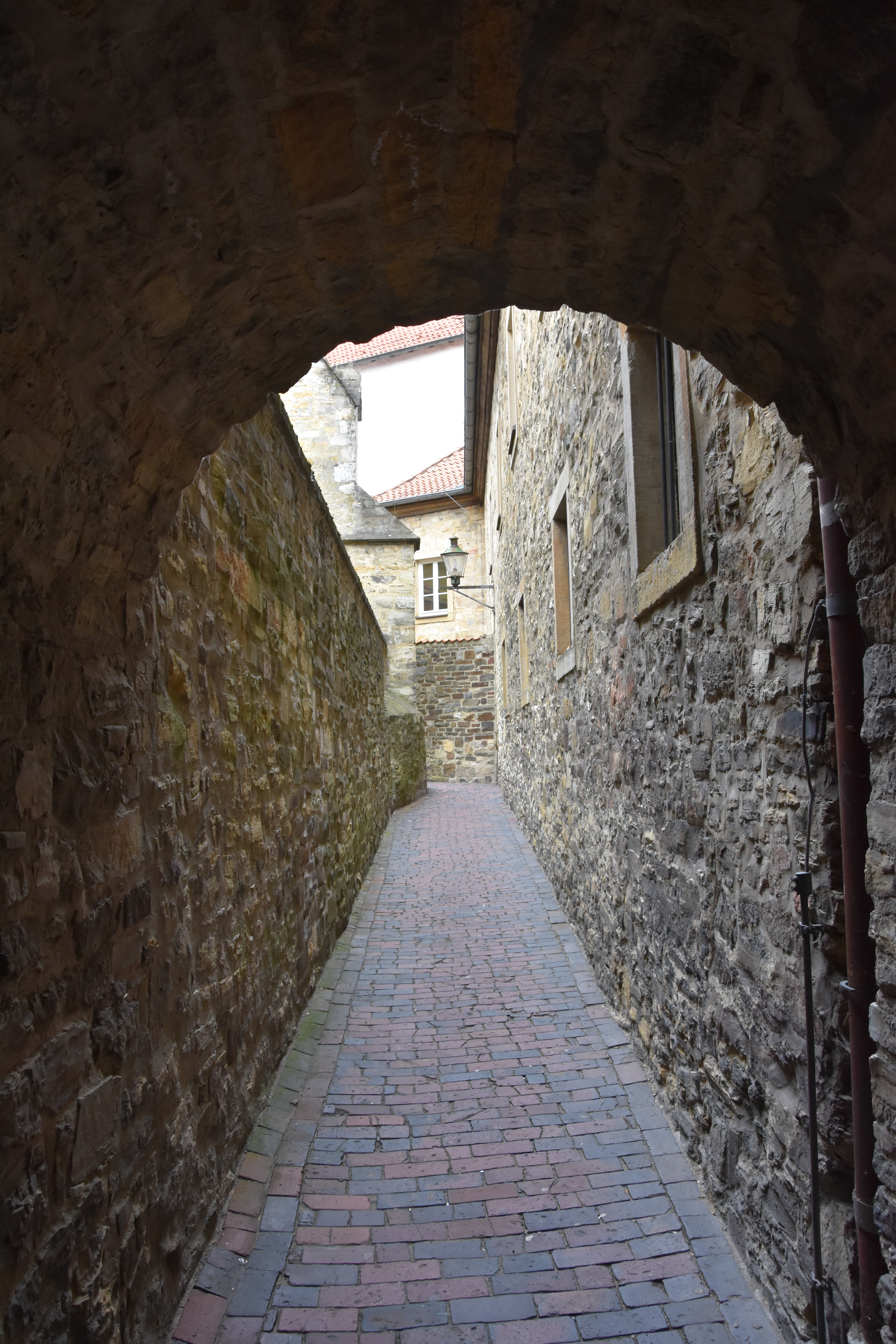
Blick in den Hexengang aus Richtung Ost
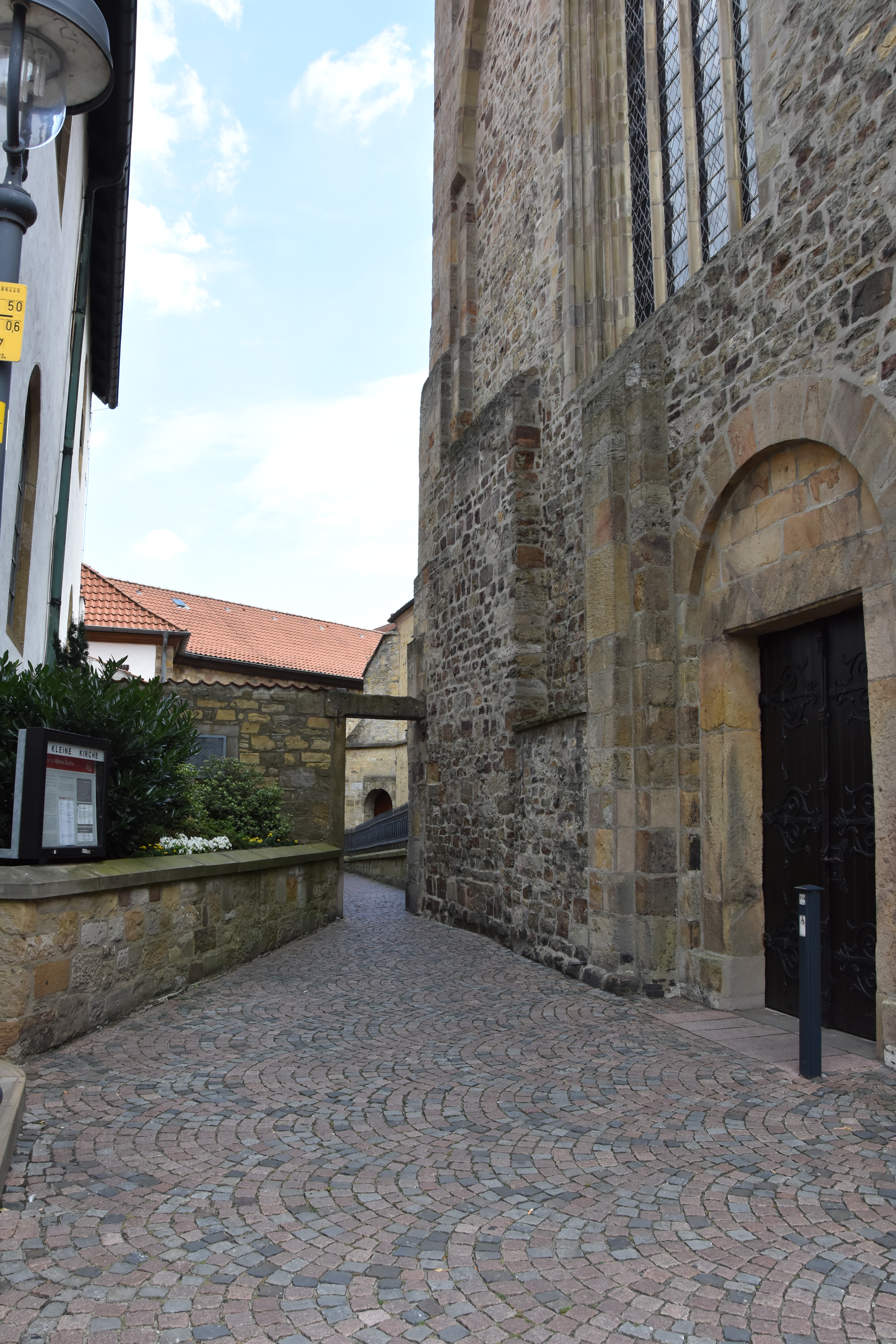
Eingangsbereich an der „Großen Domsfreiheit“